# Апатоу, Джадд
Джадд Апатоу (англ. Judd Apatow, род. 6 декабря 1967) — американский кинорежиссёр, сценарист, продюсер и бывший стендап-комик.

## Ранняя жизнь
Джадд Апатоу родился в семье нью-йоркских евреев. Отец был инженером-строителем, мать работала в комедийном клубе. С детства Джадд был одержим комедиями, любимый актёр — Стив Мартин. В старших классах вёл юмористическую передачу на школьном радио.

## Карьера
После окончания школы поступил в Университет Южной Каролины по специальности «сценарист». Во время и после учёбы выступал в жанре стендап-камеди, затем стал писать шутки другим комикам. Познакомился с такими звездами, как Бен Стиллер, Джон Ловитц, Оуэн Уилсон, стал сценаристом и продюсером комедийных программ на телевидении. Сняв фильм «Сорокалетний девственник» и написав сценарий киноленты «Немножко беременна», утвердился в киносреде. В настоящее время продолжает писать сценарии и продюсировать комедии.

## Личная жизнь
Женат на Лесли Манн, с которой познакомился на съемочной площадке фильма «Кабельщик», у них две дочери, Мод и Айрис. Джадд снимает жену и детей в своих фильмах, живёт с семьёй в Лос-Анджелесе.

## Фильмография
| Год       |   | Русское название                     | Оригинальное название                       | Роль                                                     |
| --------- | - | ------------------------------------ | ------------------------------------------- | -------------------------------------------------------- |
| 1995      | ф | Толстопузы                           | Heavyweights                                | продюсер, сценарист                                      |
| 1996      | ф | Кабельщик                            | The Cable Guy                               | продюсер, сценарист                                      |
| 1999—2000 | с | Хулиганы и ботаны                    | Freaks and Geeks                            | режиссёр, сценарист, исполнительный продюсер             |
| 2001—2002 | с | Неопределившиеся                     | Undeclared                                  | режиссёр, сценарист, исполнительный продюсер             |
| 2004      | ф | Телеведущий: Легенда о Роне Бургунди | Anchorman: The Legend of Ron Burgundy       | продюсер                                                 |
| 2005      | ф | Сорокалетний девственник             | The 40-Year-Old Virgin                      | режиссёр, сценарист, продюсер                            |
| 2005      | ф | Аферисты: Дик и Джейн развлекаются   | Fun with Dick and Jane                      | продюсер, сценарист                                      |
| 2006      | ф | Рики Бобби: Король дороги            | Talladega Nights: The Ballad of Ricky Bobby | продюсер                                                 |
| 2007      | ф | Немножко беременна                   | Knocked Up                                  | режиссёр, сценарист, продюсер                            |
| 2007      | ф | Суперперцы                           | Superbad                                    | продюсер                                                 |
| 2007      | ф | Взлёты и падения: История Дьюи Кокса | Walk Hard: The Dewey Cox Story              | сценарист, продюсер                                      |
| 2008      | ф | Школа выживания                      | Drillbit Taylor                             | продюсер                                                 |
| 2008      | ф | В пролёте                            | Forgetting Sarah Marshall                   | продюсер                                                 |
| 2008      | ф | Не шутите с Зоханом                  | You Don't Mess with the Zohan               | сценарист                                                |
| 2008      | ф | Сводные братья                       | Step Brothers                               | продюсер                                                 |
| 2008      | ф | Ананасовый экспресс                  | Pineapple Express                           | продюсер, сценарист                                      |
| 2009      | ф | Начало времён                        | Year One                                    | продюсер                                                 |
| 2009      | ф | Приколисты                           | Funny People                                | режиссёр, сценарист, продюсер                            |
| 2010      | ф | Побег из Вегаса                      | Get Him to the Greek                        | продюсер                                                 |
| 2011      | ф | Девичник в Вегасе                    | Bridesmaids                                 | продюсер                                                 |
| 2011      | ф | Страсть к перемене мест              | Wanderlust                                  | продюсер                                                 |
| 2011      | ф | Мой парень из зоопарка               | Zookeeper                                   | актер (слон Барри)                                       |
| 2012      | ф | Немножко женаты                      | The Five-Year Engagement                    | продюсер                                                 |
| 2012—2017 | с | Девчонки                             | Girls                                       | сценарист, исполнительный продюсер                       |
| 2012      | ф | Любовь по-взрослому                  | This is Forty                               | режиссёр, сценарист, продюсер                            |
| 2013      | ф | Хоть раз в жизни                     | Begin Again                                 | продюсер                                                 |
| 2013      | ф | Телеведущий 2: И снова здравствуйте  | Anchorman: The Legend Continues             | продюсер                                                 |
| 2015      | ф | Девушка без комплексов               | Trainwreck                                  | режиссёр, продюсер                                       |
| 2016      | с | Любовь                               | Love                                        | автор идеи, режиссер, исполнительный продюсер, сценарист |
| 2017      | ф | Любовь — болезнь                     | The Big Sick                                | продюсер                                                 |
| 2018      | ф | Голая Джульетта                      | Juliet, Naked                               | продюсер                                                 |
| 2020      | ф | Король Статен-Айленда                | The King of Staten Island                   | режиссёр, продюсер, сценарист                            |
| 2022      | ф | Пузырь                               | The Bubble                                  | режиссёр, продюсер, сценарист                            |